# Siraba Dembélé Pavlović
Siraba Dembélé Pavlović (Dreux, 28 de junio de 1986) es una jugadora profesional de balonmano francesa que juega como extremo izquierdo en el CSM București y que se retiró como capitana de la selección francesa.
El 18 de febrero de 2020, L'Équipe confirmó que Dembélé se unió al gigante rumano CSM București.

## Palmarés
- EHF Cup:
  - Ganadora: 2017
- EHF Challenge Cup:
  - Finalista: 2008
- Campeonato Mundial:
  - Ganadora: 2017
  - Medallista de plata: 2009, 2011
- Campeonato Europeo:
  - Ganadora: 2018
  - Medallista de oro: 2006, 2016
- Juegos Olímpicos:
  - Medallista de plata: 2016

## Clubes
| Club                          | País                | Año         |
| ----------------------------- | ------------------- | ----------- |
| Dreux AC                      | Francia             | 2003 - 2004 |
| Mérignac Handball             | Francia             | 2004 - 2008 |
| Issy-les-Moulineaux           | Francia             | 2008 - 2009 |
| Toulon Saint-Cyr Var Handball | Francia             | 2009 - 2012 |
| Randers HK                    | Dinamarca           | 2012 - 2013 |
| ŽRK Vardar                    | Macedonia del Norte | 2013 - 2016 |
| Rostov-Don                    | Rusia               | 2016 - 2018 |
| Toulon Saint-Cyr Var Handball | Francia             | 2018 - 2020 |
| CSM București                 | Rumania             | 2020 - Act. |

## Distinciones y homenajes
- Caballero de la Orden Nacional del Mérito el 1 de diciembre de 2016[3]
- En 2019, el antiguo gimnasio Condorcet de Saint-Lubin-des-Joncherets, en Eure y Loir, fue rebautizado con su nombre para rendirle homenaje[4]